# 建国西路 (上海)

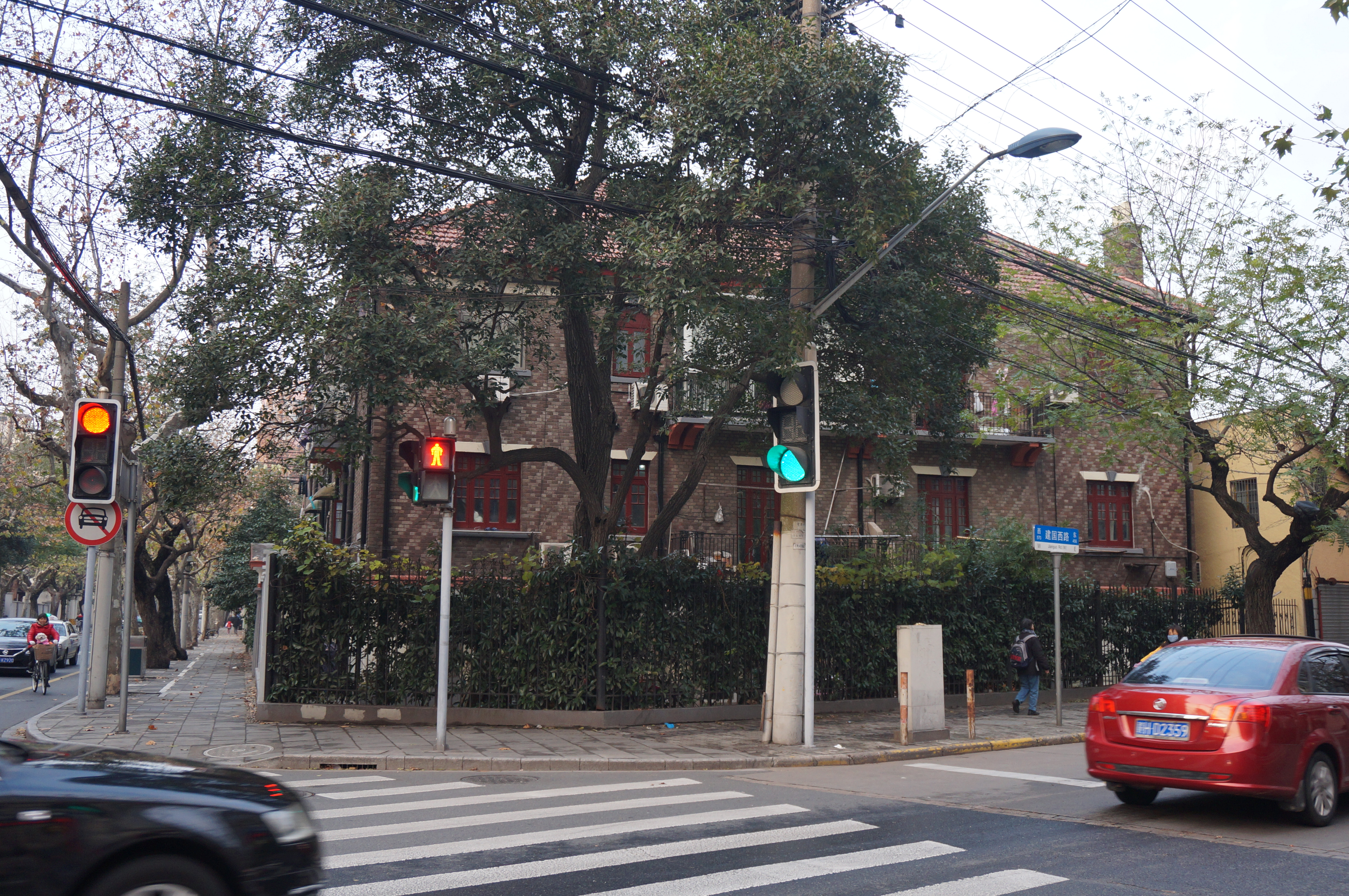
建国西路乌鲁木齐南路的一幢历史建筑

建国西路是上海市跨徐汇区和黄浦区的一条街道。东西走向，东起瑞金二路接建国中路，西至衡山路接广元路。全长2498米，宽14米到20米。
建国西路东段为1912年法租界公董局越界辟筑，名为靶子路（Route Range）或打靶场路(Rue du Champ de Tir)。1920年以旅沪法侨名更名为福履理路（Route J. Frelupt）。1922年到1925年，逐渐向西延伸至贝当路。
1943年汪精卫政权接收上海法租界时改名南海路。1945年改名建国西路。

## 著名住宅
- 建国西路170弄 步高里
- 建国西路296号花园住宅，徐汇区登记不可移动文物
- 建国西路323号花园住宅，徐汇区文物保护点[1]
- 建国西路344号花园住宅，徐汇区文物保护点
- 建国西路355弄9号花园住宅，徐汇区文物保护点
- 建国西路380-382号，金氏宅，徐汇区文物保护点
- 建国西路384弄10号，中共地下党秘密电台旧址，徐汇区登记不可移动文物
- 建国西路388号花园住宅，徐汇区文物保护点
- 建国西路392号花园住宅，徐汇区文物保护点
- 建国西路394号 法国太子公寓（道斐南公寓），徐汇区登记不可移动文物
- 建国西路398号 住宅，徐汇区登记不可移动文物
- 建国西路402弄2、3号花园住宅，徐汇区文物保护点
- 建国西路402弄5号，潘序伦旧居，徐汇区登记不可移动文物
- 建国西路440-496弄 建业里
- 建国西路500-506弄 懿园，徐汇区登记不可移动文物
- 建国西路581弄134室，曹天钦·谢希德旧居，徐汇区登记不可移动文物
- 建国西路598号，徐汇区文物保护点
- 建国西路602號，徐汇区文物保护点
- 建国西路618号 王时新住宅，波兰驻沪领事馆，徐汇区登记不可移动文物
- 建国西路620、622号 620号陶蒂（M.H.Touty）住宅 622号陈三才、汪精卫住宅，徐汇区登记不可移动文物
- 建国西路750号，小开文公寓，徐汇区文物保护点
- 高安路78弄1-3号（建国西路高安路口） 建安公寓

## 交汇道路(由东向西)
- 瑞金二路
- 茂名南路
- 陕西南路
- 嘉善路
- 襄阳南路
- 太原路
- 岳阳路
- 乌鲁木齐南路
- 安亭路
- 高安路
- 吴兴路
- 宛平路

## 图片集

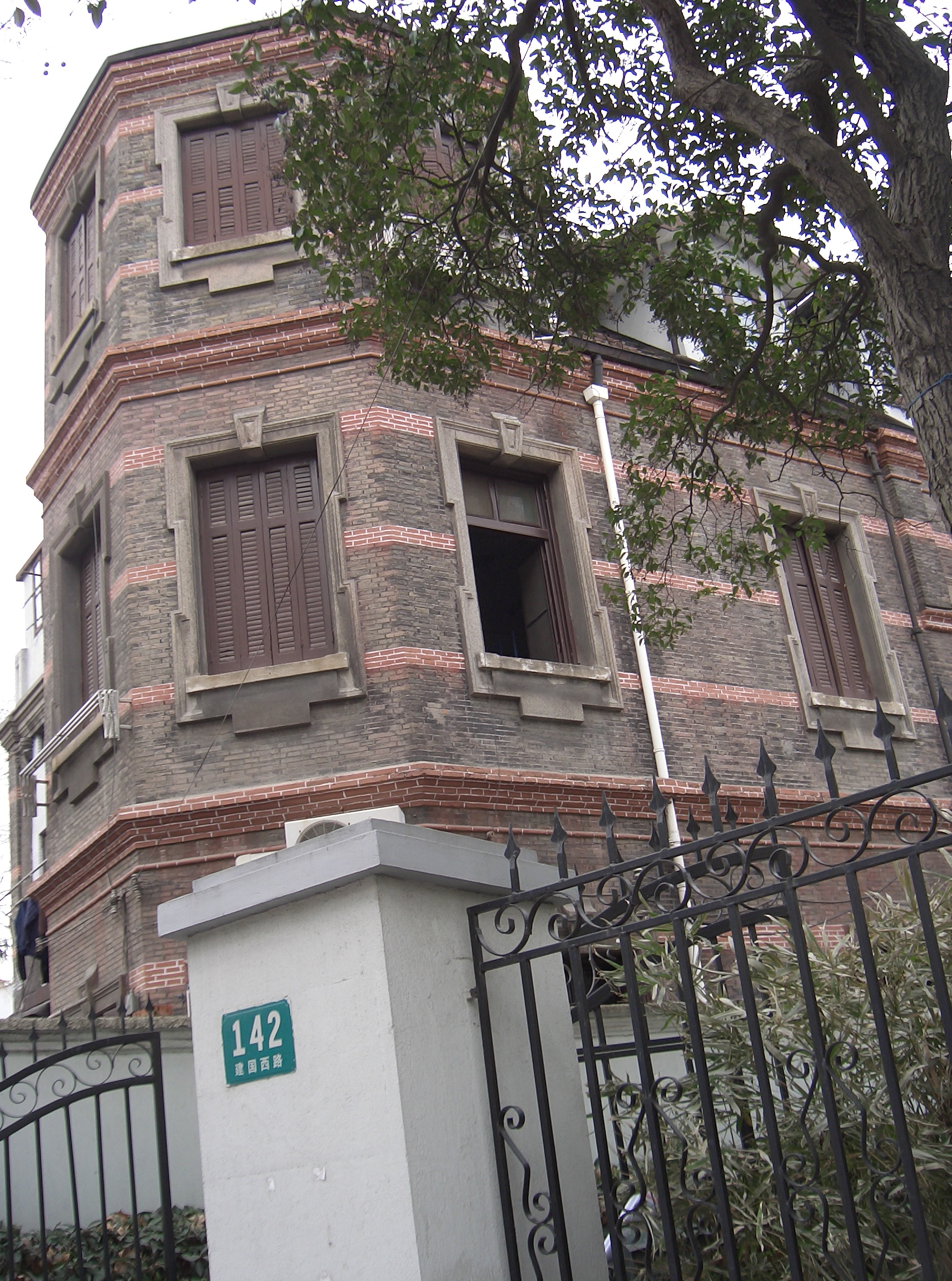
建国西路142号
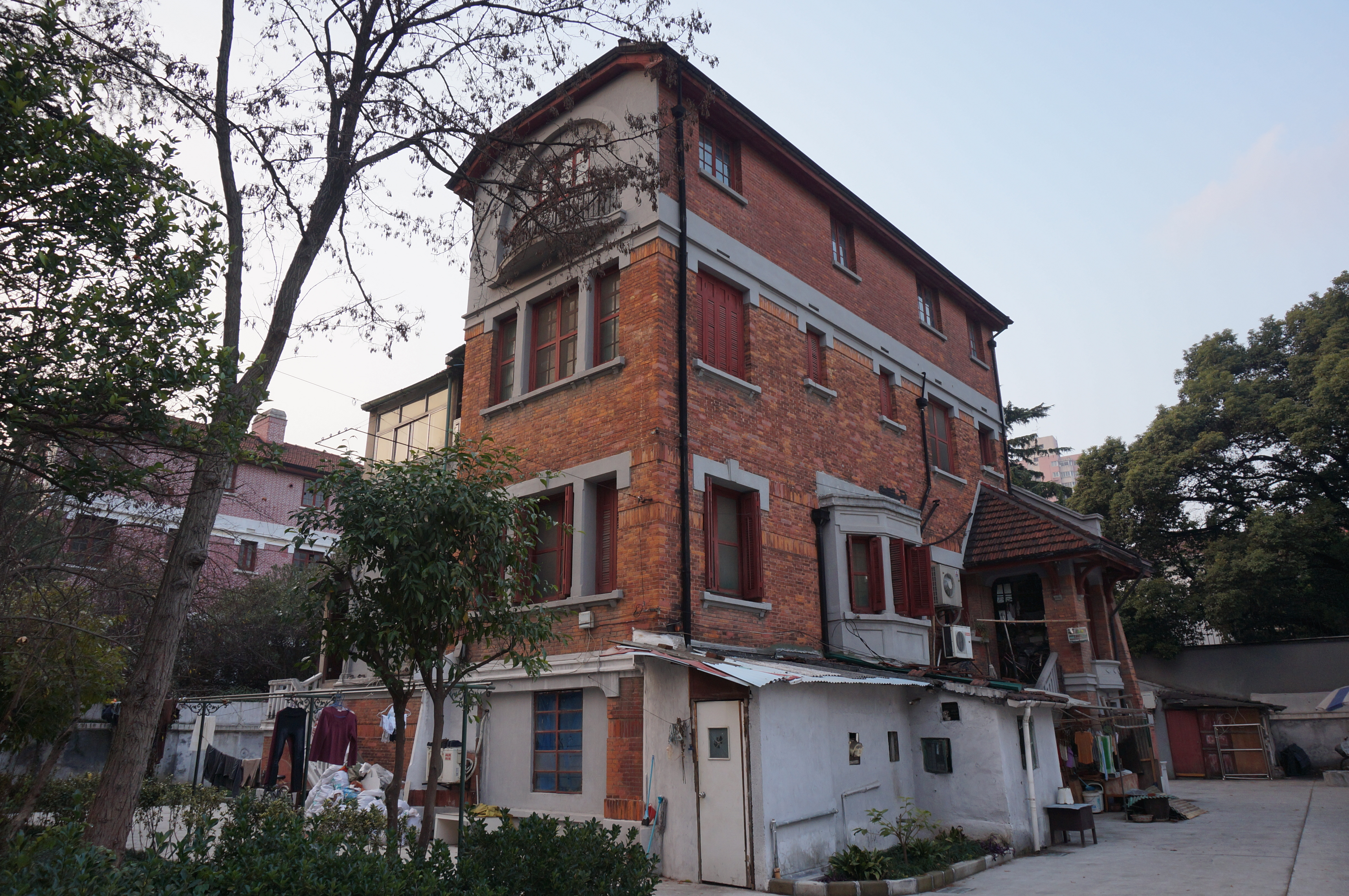
汪精卫住宅
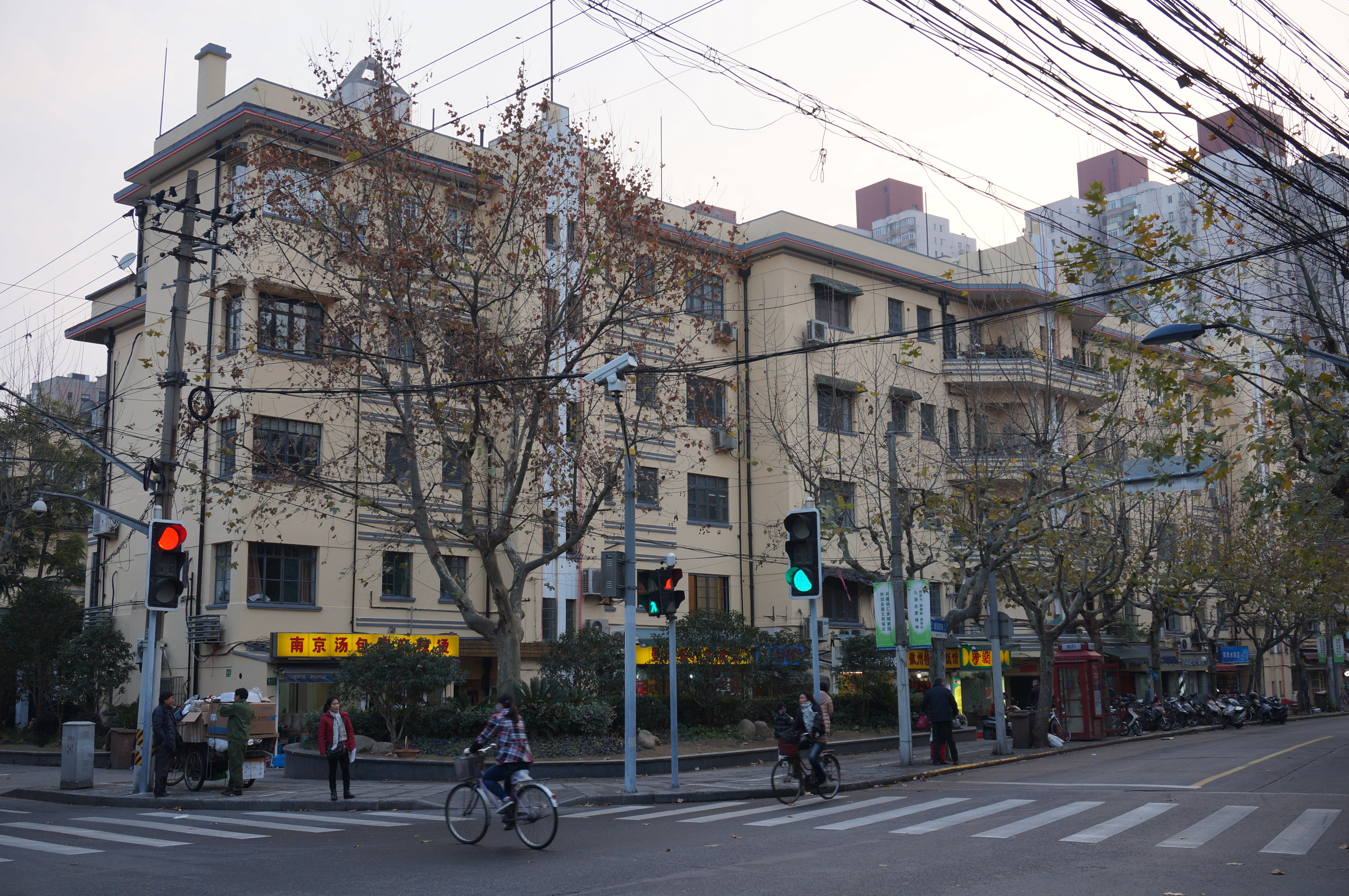
建安公寓